# Tiro nos Jogos Olímpicos de Verão de 1992
O tiro nos Jogos Olímpicos de Verão de 1992 foi realizado no complexo esportivo montado em Mollet del Vallès em Barcelona, na Espanha. Treze eventos foram disputados, seis para homens, quatro para mulheres e três abertos.
Pela primeira vez uma mulher sagrou-se campeã em um evento aberto. Zhang Shan, da China, conquistou a medalha de ouro no skeet.

## Masculino

### Tiro rápido 25 m
| Pos. | País                   | Atletas             | Pontos   |
| ---- | ---------------------- | ------------------- | -------- |
|      | Alemanha (GER)         | Ralf Schumann       | 885      |
|      | Letônia (LAT)          | Afanasijs Kuzmins   | 882 (97) |
|      | Equipa Unificada (EUN) | Vladimir Vokhmianin | 882 (96) |

### Carabina deitado 50 m
| Pos. | País                                        | Atletas           | Pontos |
| ---- | ------------------------------------------- | ----------------- | ------ |
|      | Coreia do Sul (KOR)                         | Lee Eun Chul      | 702,5  |
|      | Noruega (NOR)                               | Harald Stenvaag   | 701,4  |
|      | Participantes Olímpicos Independentes (IOP) | Stevan Pletikosić | 701,1  |

### Carabina três posições masculino
| Pos. | País                   | Atletas         | Pontos |
| ---- | ---------------------- | --------------- | ------ |
|      | Equipa Unificada (EUN) | Gracha Petikian | 1267,4 |
|      | Estados Unidos (USA)   | Robert Foth     | 1266,6 |
|      | Japão (JPN)            | Ryohei Koba     | 1265,9 |

### Pistola livre 50 m
| Pos. | País                   | Atletas              | Pontos   |
| ---- | ---------------------- | -------------------- | -------- |
|      | Equipa Unificada (EUN) | Kanstantsin Lukashyk | 658      |
|      | China (CHN)            | Wang Yifu            | 657 (92) |
|      | Suécia (SWE)           | Ragnar Skanåker      | 657 (91) |

### Pistola de ar masculino
| Pos. | País                   | Atletas          | Pontos        |
| ---- | ---------------------- | ---------------- | ------------- |
|      | China (CHN)            | Wang Yifu        | 684,8         |
|      | Equipa Unificada (EUN) | Sergei Pyzhianov | 684,1 (100,1) |
|      | Romênia (ROM)          | Sorin Babii      | 684,1 (98,1)  |

### Carabina de ar masculino
| Pos. | País                   | Atletas         | Pontos |
| ---- | ---------------------- | --------------- | ------ |
|      | Equipa Unificada (EUN) | Juri Fedkin     | 695,3  |
|      | França (FRA)           | Franck Badiou   | 691,9  |
|      | Alemanha (GER)         | Johann Riederer | 691,7  |

## Feminino

### Pistola esportiva
| Pos. | País                   | Atletas              | Pontos |
| ---- | ---------------------- | -------------------- | ------ |
|      | Equipa Unificada (EUN) | Marina Logvinenko    | 684    |
|      | China (CHN)            | Li Duihong           | 680    |
|      | Mongólia (MGL)         | Munkhbayar Dorjsuren | 679    |

### Carabina três posições feminino
| Pos. | País                 | Atletas                 | Pontos |
| ---- | -------------------- | ----------------------- | ------ |
|      | Estados Unidos (USA) | Launi Meili             | 684,3  |
|      | Bulgária (BUL)       | Nonka Matova            | 682,7  |
|      | Polônia (POL)        | Małgorzata Książkiewicz | 681,5  |

### Pistola de ar feminino
| Pos. | País                                        | Atletas           | Pontos       |
| ---- | ------------------------------------------- | ----------------- | ------------ |
|      | Equipa Unificada (EUN)                      | Marina Logvinenko | 486,4 (99,4) |
|      | Participantes Olímpicos Independentes (IOP) | Jasna Šekarić     | 486,4 (97,4) |
|      | Bulgária (BUL)                              | Maria Grozdeva    | 481,6        |

### Carabina de ar feminino
| Pos. | País                                        | Atletas         | Pontos |
| ---- | ------------------------------------------- | --------------- | ------ |
|      | Coreia do Sul (KOR)                         | Yeo Kab Soon    | 498,2  |
|      | Bulgária (BUL)                              | Vesela Letcheva | 495,3  |
|      | Participantes Olímpicos Independentes (IOP) | Aranka Binder   | 495,1  |

## Aberto

### Fossa olímpica
| Pos. | País                 | Atletas         | Pontos |
| ---- | -------------------- | --------------- | ------ |
|      | Checoslováquia (TCH) | Petr Hrdlička   | 219    |
|      | Japão (JPN)          | Kazumi Watanabe | 219    |
|      | Itália (ITA)         | Marco Venturini | 218    |

### Alvo móvel
| Pos. | País                   | Atletas          | Pontos |
| ---- | ---------------------- | ---------------- | ------ |
|      | Alemanha (GER)         | Michael Jakosits | 673    |
|      | Equipa Unificada (EUN) | Anatoli Asrabaev | 672    |
|      | Checoslováquia (TCH)   | Luboš Račanský   | 670    |

### Skeet
| Pos. | País         | Atletas        | Pontos |
| ---- | ------------ | -------------- | ------ |
|      | China (CHN)  | Zhang Shan     | 223    |
|      | Peru (PER)   | Juan Giha      | 222    |
|      | Itália (ITA) | Bruno Rossetti | 222    |

## Quadro de medalhas do tiro
| Ordem | País                                      | Medalha de ouro | Medalha de prata | Medalha de bronze | Total |
| ----- | ----------------------------------------- | --------------- | ---------------- | ----------------- | ----- |
| 1     | EUN Equipa Unificada                      | 5               | 2                | 1                 | 8     |
| 2     | CHN China                                 | 2               | 2                | 0                 | 4     |
| 3     | GER Alemanha                              | 2               | 0                | 1                 | 3     |
| 4     | KOR Coreia do Sul                         | 2               | 0                | 0                 | 2     |
| 5     | USA Estados Unidos                        | 1               | 1                | 0                 | 2     |
| 6     | TCH Checoslováquia                        | 1               | 0                | 1                 | 2     |
| 7     | BUL Bulgária                              | 0               | 2                | 1                 | 3     |
| 8     | IOP Participantes Olímpicos Independentes | 0               | 1                | 2                 | 3     |
| 9     | JPN Japão                                 | 0               | 1                | 1                 | 2     |
| 10    | FRA França                                | 0               | 1                | 0                 | 1     |
| 10    | LAT Letônia                               | 0               | 1                | 0                 | 1     |
| 10    | NOR Noruega                               | 0               | 1                | 0                 | 1     |
| 10    | PER Peru                                  | 0               | 1                | 0                 | 1     |
| 14    | ITA Itália                                | 0               | 0                | 2                 | 2     |
| 15    | MGL Mongólia                              | 0               | 0                | 1                 | 1     |
| 15    | POL Polônia                               | 0               | 0                | 1                 | 1     |
| 15    | ROM Romênia                               | 0               | 0                | 1                 | 1     |
| 15    | SWE Suécia                                | 0               | 0                | 1                 | 1     |